# Atlantic (Iowa)
Atlantic ist eine Stadt (mit dem Status „City“) und Verwaltungssitz des Cass County im US-amerikanischen Bundesstaat Iowa. Das U.S. Census Bureau hat bei der Volkszählung 2020 eine Einwohnerzahl von 6.792 ermittelt.

## Geografie
DeWitt liegt auf 41°24'05" nördlicher Breite und 95°00'39" westlicher Länge. Die Stadt erstreckt sich über eine Fläche von 21,2 km², die sich auf 21,1 km² Land- und 0,1 km² Wasserfläche verteilen.
Atlantic liegt am East Nishnabotna River, einem Nebenfluss des Missouri River. In der Stadt mündet der Iowa Highway 83 in den U.S. Highway 6 ein. Westlich von Atlantic wird der Highway 6 vom U.S. Highway 71 versetzt gekreuzt.
Die Stadt liegt 85 km östlich von Council Bluffs, wo der Missouri River die Grenze zwischen Iowa und Nebraska bildet. Dessen größte Stadt Omaha liegt hier am gegenüberliegenden Flussufer. Iowas Hauptstadt Des Moines befindet sich 131 km östlich von Oakland. In südlicher Richtung sind es über Saint Joseph 287 km bis Kansas City in Missouri, Sioux Falls, die größte Stadt von South Dakota, liegt 346 km im Nordwesten.

## Geschichte
Atlantic wurde im Jahre 1868 gegründet. Während Historiker den Grund für den Namen Atlantik bisher nicht ermitteln konnten, gibt es die lokale Legende, dass die Gründer der Stadt dachten, Atlantic liege genau auf der Hälfte der Distanz zwischen Atlantik und Pazifik. Da beide Namen zur Auswahl standen, wurde eine Münze geworfen und der Name Atlantic gewann.
Die nahe gelegene Rock Island Railroad war entscheidend für die weitere Entwicklung der Stadt. Auch heute noch ist das alte Eisenbahndepot erhalten und dient heute als Gebäude für die örtliche Handelskammer.

## Bevölkerung
Nach der Volkszählung im Jahr 2010 lebten in Atlantic 7112 Menschen in 3137 Haushalten. Die Bevölkerungsdichte betrug 337,1 Einwohner pro Quadratkilometer. In den 3137 Haushalten lebten statistisch je 2,21 Personen.
Ethnisch betrachtet setzte sich die Bevölkerung zusammen aus 97,0 Prozent Weißen, 0,2 Prozent Afroamerikanern, 0,3 Prozent amerikanischen Ureinwohnern, 0,3 Prozent Asiaten, 0,5 Prozent Polynesiern sowie 1,0 Prozent aus anderen ethnischen Gruppen; 0,6 Prozent stammten von zwei oder mehr Ethnien ab. Unabhängig von der ethnischen Zugehörigkeit waren 2,6 Prozent der Bevölkerung spanischer oder lateinamerikanischer Abstammung.
22,6 Prozent der Bevölkerung waren unter 18 Jahre alt, 55,4 Prozent waren zwischen 18 und 64 und 22,0 Prozent waren 65 Jahre oder älter. 52,1 Prozent der Bevölkerung waren weiblich.
Das mittlere jährliche Einkommen eines Haushalts lag bei 37.212 USD. Das Pro-Kopf-Einkommen betrug 23.477 USD. 14,8 Prozent der Einwohner lebten unterhalb der Armutsgrenze.

## Bekannte Bewohner
- Harlan J. Bushfield (1882–1948) – 16. Gouverneur von South Dakota (1939–1943), geboren in Atlantic
- William G. Cambridge (1931–2004) – Richter am Bundesbezirksgericht für den Distrikt von Nebraska (1988–2000), geboren in Atlantic
- Frederick C. Loofbourow (1874–1949) – republikanischer Abgeordneter des US-Repräsentantenhauses (1930–1933), geboren und aufgewachsen in Atlantic